# Philipp Fiedler

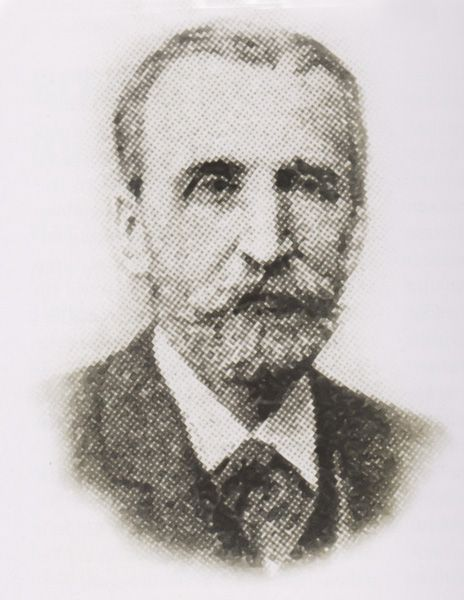
Philipp Fiedler

Philipp Fiedler (* 15. August 1840 in Oederan; † 15. November 1919 in Crostewitz) war ein deutscher Rittergutsbesitzer und Kunstmäzen.

## Leben
Philipp Fiedler war der Sohn des Oederaner Textilfabrikanten Hermann Fiedler. Der spätere Kunsthistoriker Konrad Fiedler war sein jüngerer Bruder. Hermann Fiedler zog sich 1847 aus dem Textilgewerbe zurück und kaufte das Rittergut Crostewitz südlich von Leipzig, das sein ältester Sohn einmal übernehmen sollte.
Dieser erfuhr deshalb eine gute Ausbildung durch Hauslehrer und an der Fürstenschule Sankt Afra in Meißen. Danach studierte er Naturwissenschaften an der Georg-August-Universität Göttingen und der Karls-Universität in Prag. Dann wechselte er zu einem Jurastudium an die Friedrich-Wilhelms-Universität Berlin, das er schließlich an der Universität Leipzig mit einer Promotion und dem Ergebnis satis bene (Note 4) abschloss.
Mit den Pflichten eines Gutsbesitzers konnte er sich nur schwer anfreunden, stattdessen bescheinigte ihm sein Bruder Konrad „recht hübsche poetische Ideen“ und er „mache sehr leicht recht gute Verse“. Nach dem Tod des Vaters 1854 hatte inzwischen die Mutter Luise Marie Fiedler die Leitung des Gutes übernommen. Die beiden Brüder unternahmen eine Studienreise in den Orient, nach Ägypten, Griechenland und in die Türkei.

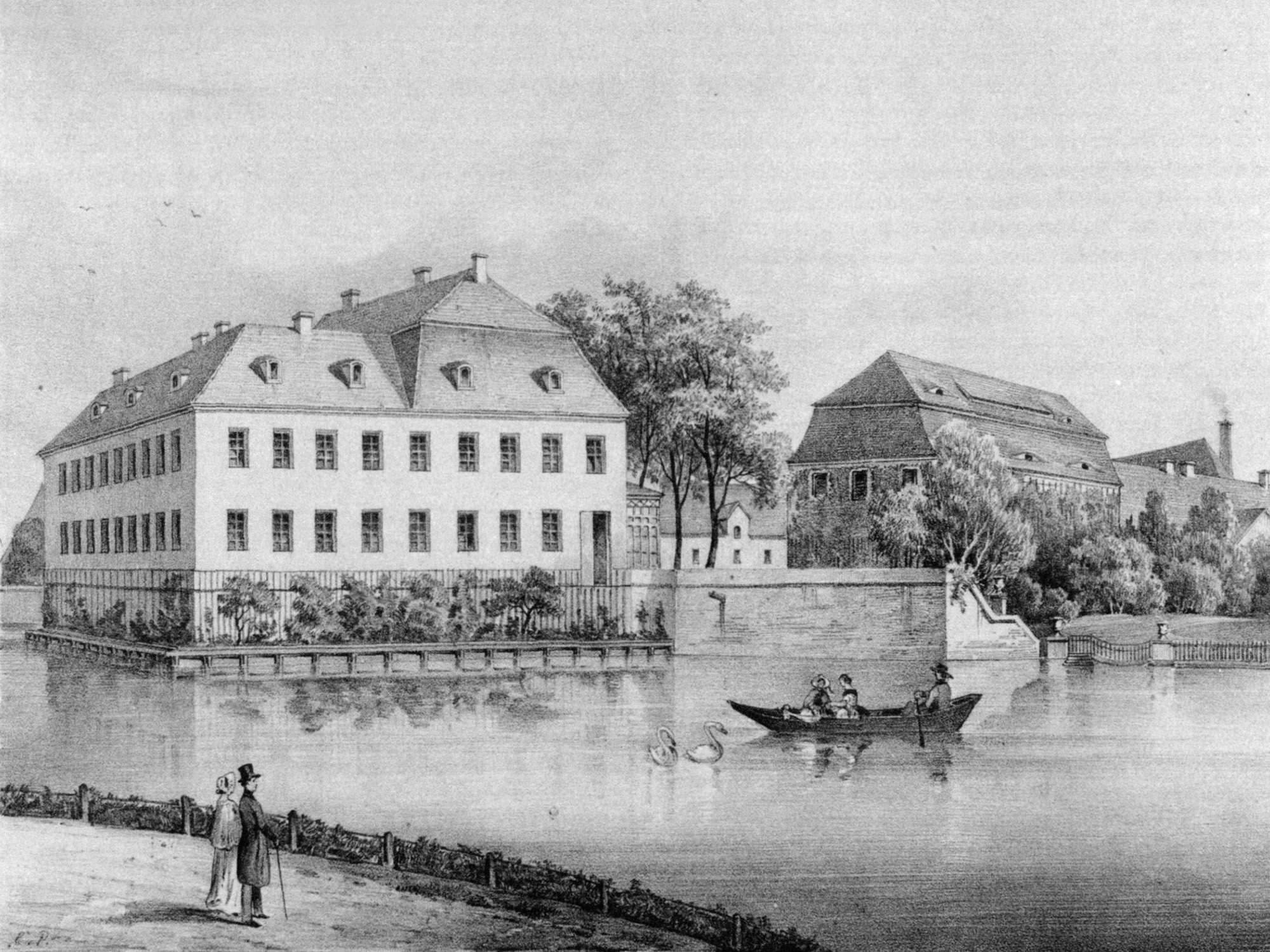
Rittergut Crostewitz um 1860
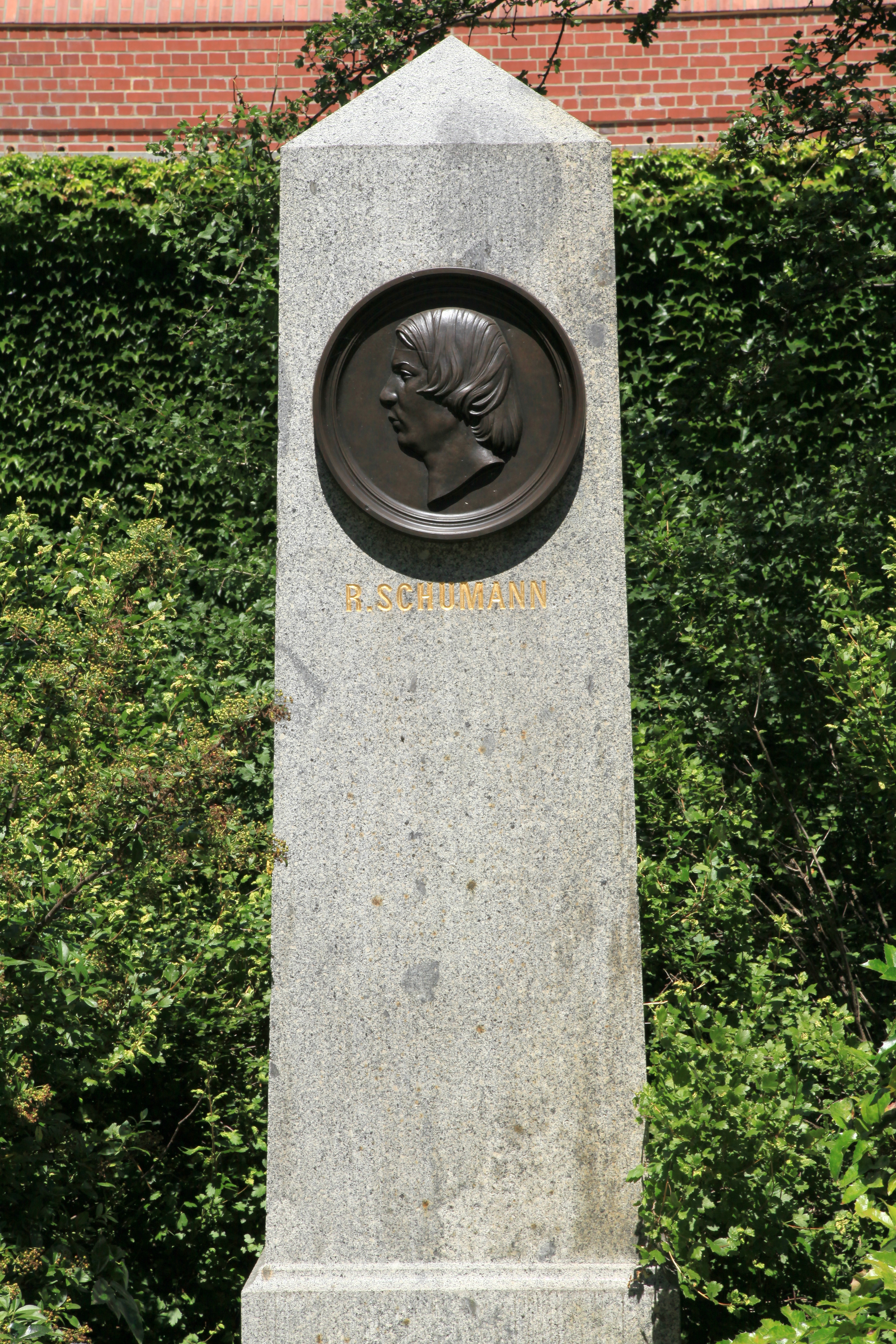
Von Philipp Fiedler gestiftetes Robert-Schumann-Denkmal
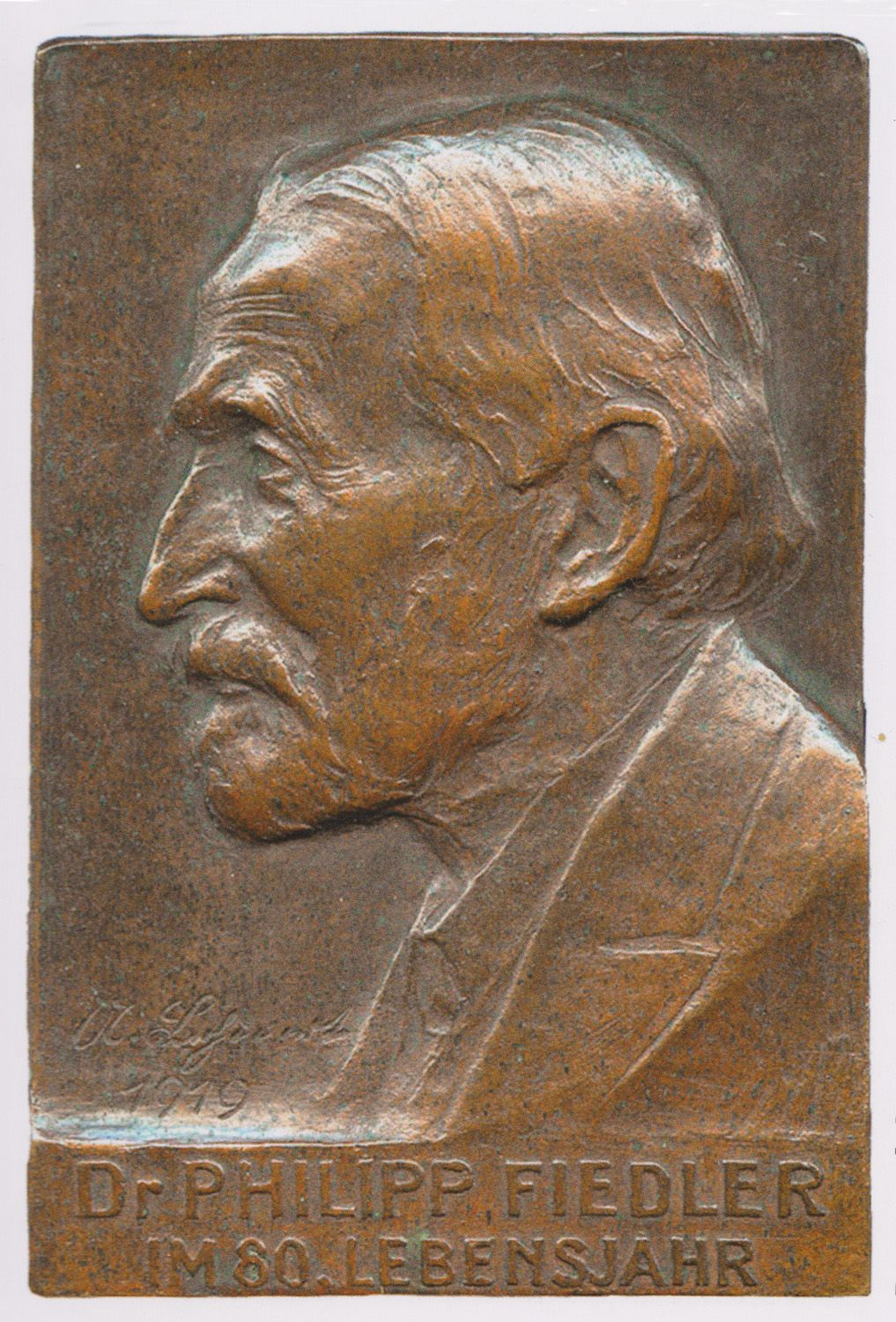
Bronzeplatte Philipp Fiedler von Adolf Lehnert (1919)

Danach widmete sich Konrad der Theorie der Kunst und Philipp pflichtgemäß dem Gut Crostewitz, schrieb aber weiterhin Gedichte. Diese veröffentlichte er 1883 unter dem Pseudonym Curt Falkenau mit dem Titel Aus dem Tagebuch eines Einsamen (Ein Seelenleben in Fragmenten).
Schließlich machte er das Gut Crostewitz zum Ausflugsort für viele Gäste des Kulturlebens, darunter der Maler Hans von Marees, der mit Konrad befreundet war, die Schriftstellerin Helene von Nostitz, die in ihrem Buch Aus dem alten Europa Philipp Fiedler ein ganzes Kapitel widmete, der Pianist und Lehrer am Leipziger Konservatorium Josef Pembaur und der Gewandhauskapellmeister Carl Reinecke. Es wurde musiziert und im Gutspark Theater gespielt.
Philipp Fiedler war Mitglied des Leipziger Künstlervereins der Leoniden. Sein Enthusiasmus für die Musik kommt nicht zuletzt darin zum Ausdruck, dass er 1875, zunächst anonym, der Stadt Leipzig das weltweit erste Denkmal für Robert Schumann stiftete, das noch heute hinter der Moritzbastei steht, und seine Zugehörigkeit zum Direktorium des Gewandhauses von 1892 bis zu seinem Todesjahr 1919.